# 华伦斯坦宫
华伦斯坦宫（捷克語：Valdštejnský palác）是一座巴洛克宫殿，位于捷克首都布拉格的小城区，目前是捷克共和国参议院所在地。

## 历史

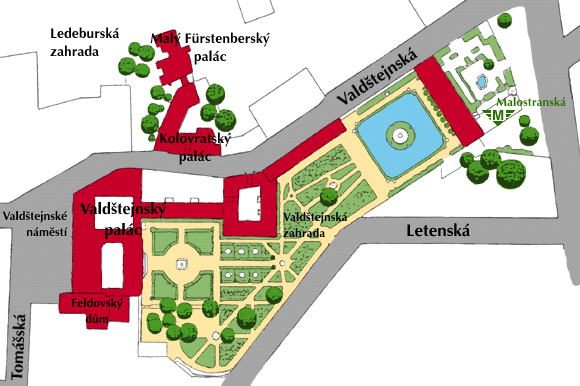
华伦斯坦宫地图

华伦斯坦宫由梅克伦堡公爵阿尔布雷赫特·冯·华伦斯坦兴建于1623-1630年，他是三十年战争中神圣罗马帝国军队的统帅，声名显赫，但是皇帝斐迪南二世派人于1634年将其暗杀于海布。他的遗孀将宫殿出售给他的侄儿，因此宫殿仍然属于华伦斯坦家族，直到第二次世界大战结束后，变成了捷克斯洛伐克国家所有，改为政府办公之用。今天，捷克共和国参议院设在主楼，骑术学校为布拉格国家美术馆的一个分馆。2008年，《关于欧洲良知和谴责共产主义罪行布拉格宣言》在此签署。